# Viền đỏ trên tay áo
Viền đỏ trên tay áo (tiếng Hàn: 옷소매 붉은 끝동; Hanja: 衣袖紅鑲邊 (Y tụ hồng nhương biên); Romaja: Otsomae Bulgeun Kkeutdong) là một bộ phim truyền hình Hàn Quốc được phát sóng năm 2021 với sự tham gia của các diễn viên Lee Jun-ho, Lee Se-young và Kang Hoon. Bộ phim được sản xuất bởi đạo diễn Jung Ji-in và biên kịch Jung Hae-ri - người được biết đến với vai trò biên kịch của phim Mặt nạ quân chủ, và được chuyển thể từ tiểu thuyết cùng tên của nhà văn Kang Mi-kang. Phim được phát sóng vào lúc 22:00 (KST) thứ Sáu và thứ Bảy hàng tuần trên kênh truyền hình MBC từ ngày 12 tháng 11 năm 2021 đến ngày 1 tháng 1 năm 2022. Tại Việt Nam, bộ phim được phát sóng trực tuyến trên nền tảng video FPT Play và TV360 với tựa đề là: "Cổ tay áo màu đỏ".
Tác phẩm được lấy cảm hứng từ việc y phục của cung nữ trong vương thất Joseon thường có đường viền màu đỏ nằm trên tay áo, hàm ý chỉ họ là người của Quốc vương. Cuộc sống trong cung của họ chỉ có một mục đích duy nhất là phải phục tùng nhà vua và vương thất.

## Nội dung
Dựa trên cuốn tiểu thuyết cùng tên, bộ phim lấy bối cảnh triều đại Joseon thế kỷ 18, kể về câu chuyện tình giữa Triều Tiên Chính Tổ - tức Đại vương Lí Toán Lee San (Lee Jun-ho), một người luôn đặt nghĩa vụ với quốc gia của mình lên trên cả tình yêu, với Nghi tần Thành thị (Lee Se-young) - một cung nữ luôn khao khát được sống cuộc sống mà mình hằng mong muốn.
Seong Deok-im (Thành Đức Nhậm) xuất thân vốn là một cung nữ, dần dần cô nảy sinh tình cảm với Thế tôn Lee San và anh cũng có tình cảm với cô. Thế tôn Lee San lên ngôi trở thành vua Chính Tổ, anh mong muốn Deok-im trở thành phi tần của mình. Tuy nhiên, Deok-im đã từ chối vì cô luôn khao khát một cuộc sống tự do, điều mà sẽ không thể xảy ra với một nội mệnh phụ. Y phục của những cung nữ trong nội mệnh phụ thường có viền đỏ trên tay áo. Các đường viền đỏ này biểu thị rằng họ là nữ nhân của Quốc vương, họ phải hoàn toàn nghe lời và phục tùng nhà vua và vương thất. Vì vậy mà Deok-im hiểu rằng cuộc sống của một phi tần trong hậu cung sẽ khó có thể được hạnh phúc. Dù vậy, đến cuối cùng, Deok-im vẫn quyết định đến bên nhà vua.

## Diễn viên

### Nhân vật chính
| Diễn viên    | Nhân vật                                                                | Giới thiệu |
| Lee Jun-ho   | Thế tôn cáp hạ Lee San (李祘, Lý Toán), tức Triều Tiên Chính Tổ sau này | Vương thế tôn để hạ → Triều Tiên Chính Tổ, Đại vương thứ 22 của nhà Triều Tiên Là người cháu trai kiêu ngạo và cầu toàn của Anh Tổ Đại vương. Luôn nỗ lực không ngừng để trở thành một vị quốc vương nhân từ; nhưng ám ảnh về chuyện chính tay tổ phụ Anh Tổ đã hại chết cha mình - Trang Hiến Thế tử để hạ Lý Huyên (Lee Seon) - đã để lại tổn thương trong lòng. Tuy nhiên, sau khi gặp Seong Deok-im, một cung nữ đoan trang, anh bắt đầu vụng về thể hiện khía cạnh của một con người chìm đắm trong tình yêu mà anh trước nay không hề hay biết. Lee San, người sau này sẽ trở thành vị vua Chính Tổ minh anh, sẽ phải đối mặt với mâu thuẫn giữa lý trí lạnh lùng của một quân chủ, và tình yêu nồng cháy trong trái tim của một người đàn ông.                                |
| Lee Se-young | Seong Deok-im (Thành Đức Nhậm), tức Nghi tần Thành thị sau này          | Cung nữ → Thừa Ân Thượng cung → Nghi tần Thành thị Phi tần của Chính Tổ Đại vương, là người được ông sủng ái nhất đời. Từ thân phận thấp kém là cung nữ của Huệ tần (Hyebin) (mẹ ruột Lee San), sau đó là cung nữ của Hòa tần Doãn thị, sau trở thành Thừa Ân Thượng cung (cung nữ được ân sủng nhưng chưa sinh con), rồi cuối cùng trở thành một tần ngự với danh phận Nghi tần. Dù mang thân phận cung nữ, nhưng Deok-im luôn khao khát được tự do sống cuộc sống mình lựa chọn thay vì phải trở thành con bài trong trung tâm chính trị khốc liệt này. Cuộc sống yên bình thường ngày bị thay đổi khi Doek-im gặp Lee San, người yêu thương và muốn bảo vệ cô hết mình. |
| Kang Hoon    | Hong Deok-ro, tức Hong Guk-yeong (Hồng Quốc Vinh)                       | Thư đồng → Kiêm ti thư → Đô thừa chỉ Tên thật là Hong Guk-yeong (洪國榮, Hồng Quốc Vinh); tên tự là Deok-ro (덕로, (德老, Đức Lão). Xuất thân họ Hong ở ấp Pungsan (thành phố Andong, tỉnh Gyeongsang Bắc nay) trong một gia tộc có bố làm một chức quan nhỏ, tuy nhiên tuổi thơ của anh không hề dễ dàng. Có vẻ ngoài điển trai, ấm áp cùng nụ cười mê hoặc, nhưng ẩn giấu bên trong nội tâm lạnh lùng. Bắt đầu từ một Kiêm ti thư của Thế tôn Lee San, anh ta không ngần ngại dùng mọi cách để đưa Lee San lên ngai vàng và củng cố vương vị. Cũng vì vậy mà anh dần nảy sinh tham vọng muốn độc chiếm sự tín nhiệm của vị vua trẻ. Từ khi cung nữ Seong Deok-im xuất hiện và dần có được sự tin tưởng của Lee San, anh ta trở nên cực kỳ cảnh giác và sinh lòng nghi hoặc với cô. |

### Nhân vật khác

#### Vương thất
| Diễn viên     | Nhân vật                                                      | Giới thiệu |
| Lee Deok-hwa  | Chúa thượng điện hạ / Triều Tiên Anh Tổ Đại vương             | Đại vương thứ 21 của nhà Joseon Là vị Đại vương điện hạ anh minh, quyền lực với khả năng chính trị thiên tài, nắm giữ vận mệnh của quốc gia. Với sự sáng suốt và trí tuệ xuất chúng, ông luôn chăm lo cho đất nước và ổn định cuộc sống của người dân. Ông cũng gián tiếp có liên quan đến cuộc gặp gỡ đầu tiên của Lee San và Seong Deok-im. Điều nuối tiếc duy nhất của ông là đã xử tử người con trai Trang Hiến Thế tử để hạ Lee Seon, tức cha của Thế tôn Lee San. |
| Jang Hee-jin  | Trung cung điện / Vương phi Kim thị, sau này là Vương đại phi | Trung cung điện / Vương phi Kim thị → Vương đại phi Kế vương phi của Anh Tổ Đại vương. Trở thành Trung điện khi mới chỉ 15 tuổi. Dù trên danh nghĩa là tổ mẫu của Lee San nhưng thực tế chỉ hơn anh 7 tuổi. Là người thông minh, điềm tĩnh, quyết đoán và có dã tâm lớn, nhưng lại cực kỳ có hiềm khích với Lee San. |
| Kang Mal-geum | Huệ tần Hong thị, sau này là Huệ Khánh cung                   | Thế tử tần → Huệ tần → Huệ Khánh cung Mẹ ruột của Lee San. Vốn là Thế tử tần - chính thất của Trang Hiến Thế tử Lee Seon, tức cha của Lee San, sau khi Thế tử qua đời giáng làm Huệ tần. Sau cái chết của để hạ, bà trở nên thận trọng trong mọi việc vì sự an toàn của con trai. Bà cũng chăm lo cho Seong Deok-im từ khi cô trở thành cung nữ của bà khi còn nhỏ. Khi Lee San kế vị, vì anh phải lên ngôi dưới danh nghĩa con thừa tự của người bác - Thế tử Lee Haeng, nên anh chỉ có thể phong bà làm Huệ Khánh cung, nhưng quyền lực chỉ đứng sau Vương đại phi Kim thị. |
| Kim Yi-on     | Ông chúa Cheongyeon, sau là Quận chúa Cheongyeon              | Em gái cùng mẹ của Lee San. (lưu ý: Ông chúa chứ không phải là Công chúa) |
| Jo Seung-hee  | Ông chúa Cheongseon, sau là Quận chúa Cheongseon              | Em gái cùng mẹ của Lee San. (lưu ý: Ông chúa chứ không phải là Công chúa) |

#### Hậu cung
| Diễn viên     | Nhân vật                   | Giới thiệu |
| Park Ji-young | Đề điều Thượng cung Jo thị | Bà là Thượng cung có địa vị cao nhất trong số các cung nữ và Thượng cung, có ảnh hưởng trong hậu cung, nhận lệnh trực tiếp từ nhà vua. Bà đã quan sát Deok-im từ khi cô còn nhỏ và luôn muốn lợi dụng cô để phục vụ cho âm mưu của mình.                                                                                              |
| Ji Eun        | Kang Wol-hye               | Là một Chí mật nội nhân của Đông cung điện, phụ trách phục vụ Thế tôn Lee San. Là tiền bối thân thiết từ khi còn nhỏ của Deok-im và luôn giúp đỡ cô. |
| Cha Mi-kyung  | Thượng cung Park           | Từng là Thượng cung của Trang Hiến Thế tử (cha của Lee San) khi ông còn nhỏ. Sau phụ trách quản lí cung nữ ở Tẩy Đạp phòng (Saenggwabang). Bà là vị Thượng cung lớn tuổi nhất, cũng là người từng ngăn cản Anh Tổ Đại vương nạp Đề điều Thượng cung Jo làm tần ngự. Bà cũng là bà của cung nữ Young-hee - bạn thân của Seong Deok-im. |

#### Nhân vật xung quanh Lee San
| Diễn viên      | Nhân vật                     | Giới thiệu |
| Oh Dae-hwan    | Kang Tae-ho                  | Tả Dực vệ → Nội Cấm vệ tướng Đứng đầu Dực Vệ ti (Ikwisa) phụ trách việc bảo vệ trữ quân. Là người chịu trách nhiệm về sự an toàn và luôn hộ tống cho Lee San. Võ công xuất chúng, tính cách nghiêm khắc và khó chịu, nhưng luôn trung thành với Lee San. |
| Moon Jeong-dae | Seo Gye-jung                 | |
| Bae Je-ki      | Jung Jae-hwa                 | Hưng Ân Phó úy Thành viên Đồng Đức Hội (Dongdukhoe) - một tổ chức do Lee San lập ra. Là chồng của Quận chúa Cheongseon. Mặc dù theo quy định phò mã không thể tham gia chính trị, nhưng anh luôn tận lực bảo vệ cho Lee San và những người em gái.       |
| Kim Kang-min   | Kim Doo-seong                | Quang Ân Phó Úy Thành viên Đồng Đức Hội (Dongdukhoe), chồng của Quận chúa Cheongyeon, người giúp đỡ rất nhiều cho Thế tôn Lee San và em gái của anh. Là một nhân vật thận trọng và chu đáo, trợ thủ đắc lực cho Lee San.                                 |
| Yoon Hyo-sik   | Nội quan của Thế tôn Lee San | |

#### Nhân vật xung quanh Seong Deok-im
| Diễn viên    | Nhân vật        | Giới thiệu |
| Jang Hye-jin | Thượng cung Seo | Bà là thầy của Deok-im và yêu quý Deok-im như con gái của mình. Mặc dù lúc nào tỏ ra cằn nhằn với cô nhưng luôn bảo vệ cô trong mọi chuyện. Về sau bà trở thành Thượng cung thân cận của cô.                                                                      |
| Lee Min-ji   | Kim Bok-yeon    | Là một cung nữ và bạn của Seong Deok-im. Là người vui vẻ, hoạt bát, bằng lòng với cuộc sống trong nọi cung. Luôn trung thành và bảo vệ bạn bè. Sau khi Deok-im mất cô trở thành một Thượng cung.                                                                  |
| Ha Yul-ri    | Bae Kyung-hee   | Bạn cùng phòng của Seong Deok-im. Bề ngoài lạnh lùng nhưng cô có một trái tim sâu sắc, luôn giúp đỡ và đưa ra những lời khuyên cho Deok-im. Sau khi Deok-im mất cô trở thành Thượng cung của Trung cung điện.                                                     |
| Lee Eun-saem | Son Young-hee   | Bạn của Seong Deok-im trong nội cung. Là một người trầm tính, thận trọng và chu đáo. Sau này, cái chết của cô ngay sau khi Thế tử Lee Sun - con trai của Deok-im đột ngột qua đời do dịch sởi trở thành cú sốc tâm lí lớn đối với Deok-im, Kyung-hee và Bok-yeon. |

#### Phe đối lập Lee San
| Diễn viên     | Nhân vật                                            | Giới thiệu |
| Jo Hee-bong   | Hong Jung-yeo                                       | Là một đại thần trong triều đình, luôn tham muốn kiểm soát vương thất. |
| Seo Hyo-rim   | Hwawan Ông chúa Lee Yong-wan (李蓉婉, Lý Dung Uyển) | Con gái của Anh Tổ Đại vương và em gái cùng mẹ của Thế tử đã mất Lee Seon, cô mẫu của Lee San. Được Anh Tổ đại vương yêu thương hết mực và luôn hiềm khích với anh trai Lee Seon. Tính tình kiêu ngạo, luôn đặt bản thân lên trên hết, luôn muốn kiểm soát người cháu Lee San. |
| Kwon Hyun-bin | Jeong Baek-ik                                       | Là Đô thừa chỉ dưới triều Anh Tổ Đại vương. Con nuôi của Ông chúa Hwawan, tuyệt đối nghe lời bà vì đã giúp hắn trở thành cháu trai của nhà vua. Tuy nhiên hắn cảm thấy tự ti vì xuất thân kém cỏi của mình và luôn ẩn giấu tham vọng quyền lực.                                |

#### Khác
| Diễn viên     | Nhân vật          | Giới thiệu                                                                                      |
| Jo Chan-hyung | Hộ vệ của Lee San | Võ sĩ Dực Vệ ti (Ikwisa). Cùng với Kang Tae-ho phụ trách bảo vệ sự an toàn cho Thế tôn Lee San. |
| Kim Ja-young  | Thượng cung Kwon  | Bà là một trong những Thượng cung có thâm niên lâu nhất trong Đông cung.                        |

## Sản xuất
- Viền đỏ trên tay áo đánh dấu dự án diễn xuất đầu tiên của Lee Jun-ho sau khi xuất ngũ.[9]
- Nam và nữ diễn viên chính ban đầu được dự kiến là Kim Kyung-nam và Park Hye-su.[31][32]
- Buổi đọc kịch bản đầu tiên của đoàn phim Viền đỏ trên tay áo được tổ chức vào tháng 5 năm 2021.[7]
- Lịch dự kiến khởi chiếu ban đầu của bộ phim là vào ngày 5/11/2021 tuy nhiên đã bị hoãn lại một tuần do trùng lịch phát sóng với một trận đấu bóng chày chuyên nghiệp.[33]
- Ban đầu, Viền đỏ trên tay áo được dự kiến có 16 tập.[34] Tuy nhiên ngày 9/12/2021, báo OSEN dẫn tin từ đài MBC cho biết bộ phim sẽ được bổ sung thêm 1 tập để "đáp lại sự ủng hộ của người xem bằng một câu chuyện và kết thúc chắc chắn hơn", nâng tổng số tập của bộ phim lên 17 tập.[3] Hai tập 14 và 15 sẽ được phát sóng vào cùng ngày 25 tháng 12 năm 2021.[35] Và hai tập cuối sẽ được lên sóng liên tiếp vào cùng ngày 1/1/2022[36].

## Nhạc phim

### Phần 1
| Phát hành ngày 19/11/2021 | Phát hành ngày 19/11/2021     | Phát hành ngày 19/11/2021 | Phát hành ngày 19/11/2021                   | Phát hành ngày 19/11/2021 | Phát hành ngày 19/11/2021 |
| STT                       | Nhan đề                       | Phổ lời                   | Phổ nhạc                                    | Nghệ sĩ                   | Thời lượng                |
| ------------------------- | ----------------------------- | ------------------------- | ------------------------------------------- | ------------------------- | ------------------------- |
| 1.                        | "I Wish" (바라고 바라)        | Kim Ho-kyung              | Jung Seung-hyun (1601) Park Tae-hyun (1601) | Wheein                    | 4:01                      |
| 2.                        | "I Wish" (바라고 바라; Inst.) |                           | Jung Seung-hyun (1601) Park Tae-hyun (1601) |                           | 4:01                      |

### Phần 2
| Phát hành ngày 28/11/2021 | Phát hành ngày 28/11/2021                 | Phát hành ngày 28/11/2021 | Phát hành ngày 28/11/2021 | Phát hành ngày 28/11/2021 | Phát hành ngày 28/11/2021 |
| STT                       | Nhan đề                                   | Phổ lời                   | Phổ nhạc                  | Nghệ sĩ                   | Thời lượng                |
| ------------------------- | ----------------------------------------- | ------------------------- | ------------------------- | ------------------------- | ------------------------- |
| 1.                        | "Starlight Heart" (잠들지 않는 별)        | TH Jung Soo-min           | Jung Soo-min              | Ben                       | 4:02                      |
| 2.                        | "Starlight Heart" (잠들지 않는 별; Inst.) |                           | Jung Soo-min              |                           | 4:02                      |

### Phần 3
| Phát hành ngày 30/11/2021 | Phát hành ngày 30/11/2021                                | Phát hành ngày 30/11/2021 | Phát hành ngày 30/11/2021 | Phát hành ngày 30/11/2021 | Phát hành ngày 30/11/2021 |
| STT                       | Nhan đề                                                  | Phổ lời                   | Phổ nhạc                  | Nghệ sĩ                   | Thời lượng                |
| ------------------------- | -------------------------------------------------------- | ------------------------- | ------------------------- | ------------------------- | ------------------------- |
| 1.                        | "My wonderous miracle" (네가 나의 기적인 것처럼)         | Baek Seung-jae            | Baek Seung-jae Dr. Son    | Jeong Se-woon             | 3:15                      |
| 2.                        | "My wonderous miracle" (네가 나의 기적인 것처럼}; Inst.) |                           | Baek Seung-jae Dr. Son    |                           | 3:15                      |

### Phần 4
| Phát hành ngày 5/12/2021 | Phát hành ngày 5/12/2021                                       | Phát hành ngày 5/12/2021 | Phát hành ngày 5/12/2021 | Phát hành ngày 5/12/2021 | Phát hành ngày 5/12/2021 |
| STT                      | Nhan đề                                                        | Phổ lời                  | Phổ nhạc                 | Nghệ sĩ                  | Thời lượng               |
| ------------------------ | -------------------------------------------------------------- | ------------------------ | ------------------------ | ------------------------ | ------------------------ |
| 1.                       | "I'll Be with You Every Day" (모든 날을 너와 함께 할게)        | Noheul Baek Ma-li        | Noheul Baek Ma-li        | Minhyun (NU'EST)         | 3:51                     |
| 2.                       | "I'll Be with You Every Day" (모든 날을 너와 함께 할게; Inst.) |                          | Noheul Baek Ma-li        |                          | 3:51                     |

### Phần 5
| Phát hành ngày 12/12/2021 | Phát hành ngày 12/12/2021                 | Phát hành ngày 12/12/2021 | Phát hành ngày 12/12/2021                     | Phát hành ngày 12/12/2021 | Phát hành ngày 12/12/2021 |
| STT                       | Nhan đề                                   | Phổ lời                   | Phổ nhạc                                      | Nghệ sĩ                   | Thời lượng                |
| ------------------------- | ----------------------------------------- | ------------------------- | --------------------------------------------- | ------------------------- | ------------------------- |
| 1.                        | "It's Beautiful" (비로소 아름다워)        | Kim Ho-kyung              | Jeong Seung-hyeon (1601) Park Tae-hyun (1601) | Shim Kyu-sun (Lucia)      | 4:40                      |
| 2.                        | "It's Beautiful" (비로소 아름다워; Inst.) |                           | Jeong Seung-hyeon (1601) Park Tae-hyun (1601) |                           | 4:40                      |

### Phần 6
| Phát hành ngày 18/12/2021 | Phát hành ngày 18/12/2021                             | Phát hành ngày 18/12/2021 | Phát hành ngày 18/12/2021 | Phát hành ngày 18/12/2021 | Phát hành ngày 18/12/2021 |
| STT                       | Nhan đề                                               | Phổ lời                   | Phổ nhạc                  | Nghệ sĩ                   | Thời lượng                |
| ------------------------- | ----------------------------------------------------- | ------------------------- | ------------------------- | ------------------------- | ------------------------- |
| 1.                        | "Every Step You Take" (내가 한 걸음 뒤로 갈게)        | Humbler Lee Seung-ho      | Humbler Lee Seung-ho      | Jeon Sang-geun            | 4:04                      |
| 2.                        | "Every Step You Take" (내가 한 걸음 뒤로 갈게; Inst.) |                           | Humbler Lee Seung-ho      |                           | 4:04                      |

### Phần 7
| Phát hành ngày 20/12/2021 | Phát hành ngày 20/12/2021                             | Phát hành ngày 20/12/2021 | Phát hành ngày 20/12/2021                     | Phát hành ngày 20/12/2021 | Phát hành ngày 20/12/2021 |
| STT                       | Nhan đề                                               | Phổ lời                   | Phổ nhạc                                      | Nghệ sĩ                   | Thời lượng                |
| ------------------------- | ----------------------------------------------------- | ------------------------- | --------------------------------------------- | ------------------------- | ------------------------- |
| 1.                        | "I'm Still" (네가 불어오는 이곳에서 난 여전히)        | Kim Ho-kyung              | Jeong Seung-hyeon (1601) Park Tae-hyun (1601) | XIA                       | 3:42                      |
| 2.                        | "I'm Still" (네가 불어오는 이곳에서 난 여전히; Inst.) |                           | Jeong Seung-hyeon (1601) Park Tae-hyun (1601) |                           | 3:42                      |

### Phần 8
| Phát hành ngày 20/12/2021 | Phát hành ngày 20/12/2021                | Phát hành ngày 20/12/2021 | Phát hành ngày 20/12/2021                        | Phát hành ngày 20/12/2021 | Phát hành ngày 20/12/2021 |
| STT                       | Nhan đề                                  | Phổ lời                   | Phổ nhạc                                         | Nghệ sĩ                   | Thời lượng                |
| ------------------------- | ---------------------------------------- | ------------------------- | ------------------------------------------------ | ------------------------- | ------------------------- |
| 1.                        | "I'll Leave You" (그대 손 놓아요)        | Yoon Daon                 | Lee Do-hyeong (LOHI) Yoon Daon Lim Jun-sik (AUG) | Lee Sun-hee               | 3:54                      |
| 2.                        | "I'll Leave You" (그대 손 놓아요; Inst.) |                           | Lee Do-hyeong (LOHI) Yoon Daon Lim Jun-sik (AUG) |                           | 3:54                      |

## Tỷ suất người xem
| Mùa | Mùa | Số tập | Số tập | Số tập | Số tập | Số tập | Số tập | Số tập | Số tập | Số tập | Số tập | Số tập | Số tập | Số tập | Số tập | Số tập | Số tập | Số tập | Trung bình |
| Mùa | Mùa | 1      | 2      | 3      | 4      | 5      | 6      | 7      | 8      | 9      | 10     | 11     | 12     | 13     | 14     | 15     | 16     | 17     | Trung bình |
| --- | --- | ------ | ------ | ------ | ------ | ------ | ------ | ------ | ------ | ------ | ------ | ------ | ------ | ------ | ------ | ------ | ------ | ------ | ---------- |
|     | 1   | 0.992  | 1.111  | 1.308  | 1.417  | 1.501  | 1.696  | 1.937  | 1.998  | 1.930  | 1.918  | 2.242  | 2.522  | 2.399  | 2.516  | 2.749  | 3.534  | 3.668  | 2.081      |

| Tập | Ngày phát sóng | Tỷ suất khán giả trung bình | Tỷ suất khán giả trung bình | Tỷ suất khán giả trung bình |
| Tập | Ngày phát sóng | Nielsen Korea               | Nielsen Korea               | TNmS                        |
| Tập | Ngày phát sóng | Toàn quốc                   | Seoul                       | Toàn quốc                   |
| --- | -------------- | --------------------------- | --------------------------- | --------------------------- |
| 1 | 12/11/2021     | 5,7% (12th)                 | 5,7% (10th)                 | —                           |
| 2 | 13/11/2021     | 5,6% (11th)                 | 5,2% (8th)                  | 4,8% (15th)                 |
| 3 | 19/11/2021     | 7,0% (9th)                  | 6,3% (10th)                 | 6,6% (9th)                  |
| 4 | 20/11/2021     | 7,5% (4th)                  | 7,6% (3rd)                  | 6,3% (9th)                  |
| 5 | 26/11/2021     | 8,8% (4th)                  | 8,1% (4th)                  | 6,7% (11th)                 |
| 6 | 27/11/2021     | 9,4% (2nd)                  | 8,5% (2nd)                  | —                           |
| 7 | 03/12/2021     | 10,7% (2nd)                 | 10,5% (2nd)                 | —                           |
| 8 | 04/12/2021     | 10,5% (2nd)                 | 10,3% (2nd)                 | 7,8% (2nd)                  |
| 9 | 10/12/2021     | 10,9% (3rd)                 | 10,9% (3rd)                 | 8,9% (7th)                  |
| 10 | 11/12/2021     | 10,2% (2nd)                 | 10,2% (2nd)                 | 9,1% (2nd)                  |
| 11 | 17/12/2021     | 12,8% (2nd)                 | 12,7% (2nd)                 | 10,8% (3rd)                 |
| 12 | 18/12/2021     | 13,3% (2nd)                 | 13,6% (2nd)                 | 10,2% (2nd)                 |
| 13 | 24/12/2021     | 12,8% (2nd)                 | 12,8% (2nd)                 | 10,8% (4th)                 |
| 14 | 25/12/2021     | 13,0% (3rd)                 | 12,7% (3rd)                 | —                           |
| 15 | 25/12/2021     | 14,3% (2nd)                 | 13,8% (2nd)                 | —                           |
| 16 | 01/01/2022     | 17,0% (3rd)                 | 16,4% (3rd)                 | 12,3% (2nd)                 |
| 17 | 01/01/2022     | 17,4% (2nd)                 | 16,8% (2nd)                 | 11,8% (3rd)                 |
| Trung bình | Trung bình     | 11%                         | 10,7%                       | 8,8%                        |
| - Số màu xanh thể hiện xếp hạng thấp nhất và số màu đỏ thể hiện xếp hạng cao nhất. - NR biểu thị bộ phim không được xếp hạng trong số 20 chương trình hàng ngày hàng đầu vào ngày đó. |                |                             |                             |                             |

## Giải thưởng và đề cử
| Năm  | Giải thưởng                                         | Hạng mục                                                 | Đề cử                          | Kết quả   |
| ---- | --------------------------------------------------- | -------------------------------------------------------- | ------------------------------ | --------- |
| 2021 | 2021 MBC Drama Awards                               | Best Couple                                              | Lee Junho and Lee Se-young     | Won       |
| 2021 | 2021 MBC Drama Awards                               | Best New Actor                                           | Kang Hoon                      | Won       |
| 2021 | 2021 MBC Drama Awards                               | Best Supporting Actress                                  | Jang Hye-jin                   | Won       |
| 2021 | 2021 MBC Drama Awards                               | Best Writer Award                                        | Jung Hae-ri                    | Won       |
| 2021 | 2021 MBC Drama Awards                               | Drama of the Year                                        | The Red Sleeve                 | Won       |
| 2021 | 2021 MBC Drama Awards                               | Lifetime Achievement Award                               | Lee Deok-hwa                   | Won       |
| 2021 | 2021 MBC Drama Awards                               | Top Excellence Award, Actor in a Miniseries              | Lee Junho                      | Won       |
| 2021 | 2021 MBC Drama Awards                               | Top Excellence Award, Actress in a Miniseries            | Lee Se-young                   | Won       |
| 2021 | 2021 MBC Drama Awards                               | Best New Actress                                         | Ha Yul-ri                      | Nominated |
| 2021 | 2021 MBC Drama Awards                               | Best Supporting Actor                                    | Oh Dae-hwan                    | Nominated |
| 2021 | 2021 MBC Drama Awards                               | Excellence Award, Actor in a Miniseries                  | Kang Hoon                      | Nominated |
| 2021 | 2021 MBC Drama Awards                               | Excellence Award, Actress in a Miniseries                | Park Ji-young                  | Nominated |
| 2022 | Korea PD Awards                                     | Best Actor                                               | Lee Junho                      | Won       |
| 2022 | Korea PD Awards                                     | Best TV Drama                                            | The Red Sleeve                 | Won       |
| 2022 | Korea Communications Standards Commission           | Bộ Phận Truyền Hình Mặt Đất – Chương Trình Hay Của Tháng | The Red Sleeve                 | Won       |
| 2022 | Korea Broadcasting Awards                           | Best TV Drama                                            | The Red Sleeve                 | Won       |
| 2022 | Korea Communications Commission Broadcasting Awards | Grand Prize                                              | The Red Sleeve                 | Won       |
| 2022 | Korea Drama Awards                                  | Top Excellence Award, Actor                              | Lee Junho                      | Nominated |
| 2022 | Baeksang Arts Awards                                | Ngôi sao được yêu thích nhất                             | Lee Junho                      | Won       |
| 2022 | Baeksang Arts Awards                                | Nam diễn viên chính xuất sắc nhất                        | Lee Junho                      | Won       |
| 2022 | Baeksang Arts Awards                                | Nữ diễn viên chính xuất sắc nhất                         | Lee Se-young                   | Nominated |
| 2022 | Baeksang Arts Awards                                | Best Director                                            | Jung Ji-in                     | Nominated |
| 2022 | Baeksang Arts Awards                                | Best Drama                                               | The Red Sleeve                 | Nominated |
| 2022 | Baeksang Arts Awards                                | Best Supporting Actor                                    | Lee Deok-hwa                   | Nominated |
| 2022 | Baeksang Arts Awards                                | Best Supporting Actress                                  | Jang Hye-jin                   | Nominated |
| 2022 | Baeksang Arts Awards                                | Technical Award                                          | Kim Hwa-young (Cinematography) | Nominated |
| 2022 | Bechdel Day                                         | Bechdel's Choice 5                                       | The Red Sleeve                 | Won       |
| 2022 | Bechdel Day                                         | Best Director                                            | Jung Ji-in                     | Won       |
| 2022 | Popular Culture and Art Production Staff Award      | Minister of Culture, Sports and Tourism Awards           | Kim Eun-young                  | Won       |
| 2022 | Seoul International Drama Awards                    | Best Picture                                             | The Red Sleeve                 | Won       |
| 2022 | APAN Star Awards                                    | Best Director                                            | Jung Ji-in and Song Yeon-hwa   | Won       |
| 2022 | APAN Star Awards                                    | Drama of the Year                                        | The Red Sleeve                 | Won       |
| 2022 | APAN Star Awards                                    | Top Excellence Award, Actor in a Miniseries              | Lee Jun-ho                     | Won       |
| 2022 | APAN Star Awards                                    | Best Writer                                              | Jung Hae-ri                    | Nominated |
| 2022 | APAN Star Awards                                    | Excellence Award, Actress in a Miniseries                | Lee Se-young                   | Nominated |
| 2022 | Asia Artist Awards                                  | Grand Prize (Daesang) – Actor of the Year                | Lee Jun-ho                     | Won       |
| 2022 | Asia Artist Awards                                  | Hot Trend Award                                          | Lee Jun-ho                     | Won       |

1. ↑  Số liệu này chưa tính đến tỷ suất lượt xem của các tập 1, 6, 7, 14 và 15 không được xác định.